# Nicolas Repac
Nicolas Repac – francuski gitarzysta jazzowy, tworzący przede wszystkim muzykę elektroniczną. Wśród jego współpracowników znajdują się Arthur H, Maurane, Mamani Keïta. 
Swoją pracę artystyczną widzi jako "ten, który przekazuje dalej" (Passeur. Emetteur-récepteur).

## Albumy

### Albumy solowe
- 1997: La Vile (Universal)
- 2004: Swing-swing (No Format)
- 2007: La grande roue (XXL Record)
- 2012: Black Box (No Format)

### Współprace
- 2006: Yelema (z Mamani Keïta, No Format).
- 2006: L'or noir (z Arthurem H)